# Ballon d'or 1985
Navigation
Édition précédente Édition suivante
Le Ballon d'or 1985 est un prix donné au meilleur joueur européen de football de l'année 1985. Il est attribué au Français Michel Platini qui évolue à la Juventus de Turin.

## Classement
| Rang | Nom                   | Club                   | Sélection nationale  | Points |
| ---- | --------------------- | ---------------------- | -------------------- | ------ |
| 1    | Michel Platini        | Juventus               | France               | 127    |
| 2    | Preben Elkjær Larsen  | Hellas Vérone          | Danemark             | 71     |
| 3    | Bernd Schuster        | FC Barcelone           | Allemagne de l'Ouest | 46     |
| 4    | Michael Laudrup       | Lazio/Juventus         | Danemark             | 14     |
| 5    | Karl-Heinz Rummenigge | Inter Milan            | Allemagne de l'Ouest | 13     |
| 6    | Zbigniew Boniek       | Juventus/AS Rome       | Pologne              | 12     |
| 7    | Oleh Protasov         | Dniepr Dniepropetrovsk | Union soviétique     | 10     |
| 8    | Hans-Peter Briegel    | Hellas Vérone          | Allemagne de l'Ouest | 9      |
| 9    | Rinat Dasaev          | FK Spartak Moscou      | Union soviétique     | 8      |
| 9    | Bryan Robson          | Manchester United      | Angleterre           | 8      |
| 11   | Rudi Völler           | Werder Brême           | Allemagne de l'Ouest | 7      |
| 12   | Luis Fernandez        | Paris Saint-Germain    | France               | 6      |
| 12   | Søren Lerby           | Bayern Munich          | Danemark             | 6      |
| 14   | Rafael Gordillo       | Real Madrid CF         | Espagne              | 5      |
| 14   | Ian Rush              | Liverpool FC           | Pays de Galles       | 5      |
| 16   | Emilio Butragueño     | Real Madrid CF         | Espagne              | 4      |
| 16   | Fernando Gomes        | FC Porto               | Portugal             | 4      |
| 18   | Harald Schumacher     | FC Cologne             | Allemagne de l'Ouest | 3      |
| 18   | John Sivebæk          | Vejle Boldklub         | Danemark             | 3      |
| 18   | Neville Southall      | Everton FC             | Pays de Galles       | 3      |
| 21   | Lajos Détári          | Budapest Honvéd        | Hongrie              | 2      |
| 21   | Alain Giresse         | Girondins de Bordeaux  | France               | 2      |
| 21   | Vahid Halilhodžić     | FC Nantes              | Yougoslavie          | 2      |
| 21   | Pat Jennings          | Tottenham Hotspur      | Irlande du Nord      | 2      |
| 21   | Tibor Nyilasi         | Austria Vienne         | Hongrie              | 2      |
| 21   | Peter Reid            | Everton FC             | Angleterre           | 2      |
| 21   | Peter Shilton         | Southampton FC         | Angleterre           | 2      |
| 21   | Graeme Souness        | UC Sampdoria           | Écosse               | 2      |
| 29   | Steve Archibald       | FC Barcelone           | Écosse               | 1      |
| 29   | Jan Ceulemans         | Club Bruges KV         | Belgique             | 1      |
| 29   | Anatoli Demyanenko    | Dynamo Kiev            | Union soviétique     | 1      |
| 29   | Georgi Dimitrov       | CSKA Sofia             | Bulgarie             | 1      |
| 29   | Gheorghe Hagi         | Sportul Studențesc     | Roumanie             | 1      |
| 29   | Mark Hateley          | AC Milan               | Angleterre           | 1      |
| 29   | Herbert Prohaska      | Austria Vienne         | Autriche             | 1      |
| 29   | Gary Stevens          | Everton FC             | Angleterre           | 1      |
| 29   | Andreas Thom          | BFC Dynamo             | Allemagne de l'Est   | 1      |
| 29   | Ladislav Vízek        | Dukla Prague           | Tchécoslovaquie      | 1      |